# 奥塔卡尔·霍日内克
奥塔卡尔·霍日内克（捷克語：Otakar Hořínek，1929年5月12日—2015年6月8日），捷克男子射击运动员。他曾代表捷克斯洛伐克参加1956年和1960年夏季奥林匹克运动会射击比赛，其中1956年奥运会获得一枚银牌。